# Портрет Михаила Илларионовича Кутузова
«Портрет Михаила Илларионовича Кутузова» — картина Джорджа Доу из Военной галереи Зимнего дворца.
Картина представляет собой полноростовой портрет генерал-фельдмаршала Михаила Илларионовича Голенищева-Кутузова из состава Военной галереи Зимнего дворца.
В начале Отечественной войны 1812 года генерал от инфантерии светлейший князь Кутузов был шефом Псковского пехотного полка и организовывал оборону Санкт-Петербурга, избран начальником Московского и Петербургского ополчений, а 5 августа был назначен главнокомандующим русской армией и гражданским начальником всех, затронутых войной губерний. Руководил действиями русских войск в Бородинском сражении, за что был произведён в генерал-фельдмаршалы, а за действия при преследовании отступающей французской армии от Москвы получил прибавку к титулу «Смоленский» и был награждён орденом Св. Георгия I класса. Скончался в середине апреля в Силезии в городе Бунцлау.
Изображён стоящим под припорошённой снегом елью, на фоне сражения при Красном, слева на земле у его ног лежит брошенное ружьё и другая воинская амуниция, справа на земле стоит барабан, на котором лежит фуражка-бескозырка лейб-гвардии Конного полка, которую постоянно носил М. И. Кутузов вместо генеральской шляпы. Одет в общегенеральский мундир образца 1808 года, на плечи наброшена меховая шинель, левой рукой придерживает полу шинели, правой указывает в сторону сражения; через плечо переброшена Андреевская лента, на шее из-под воротника виден край Георгиевской ленты, на груди медальон с портретом императора Александра I, украшенный алмазами, звёзды орденов Св. Андрея Первозванного, Св. Георгия I класса, Св. Владимира 1-й степени и австрийского Военного ордена Марии Терезии 1-й степени. Внизу немного левее середины возле ружейного приклада авторская подпись и дата (в две строки): Geo Dawe R. A. Pinxt 1829. Первоначально на раме была закреплена табличка с подписью: Князь М. Л. Голенищевъ-Кутузовъ, Генералъ Фельдмаршалъ, в советское время табличка была заменена на следующую: Голенищев-Кутузов М. И. 1745—1813 фельдмаршал. Работы Джорджа Доу 1829 г.
Портрет был написан в самом начале 1829 года и, таким образом, является одной из последних работ Доу в России. После смерти Доу портрет оставался в его мастерской и в 1833 году был передан в Эрмитаж зятем Доу Томасом Райтом, приехавшим в Санкт-Петербург для упорядочивания дел Доу и завершения его незаконченных работ. В качестве гонорара Райту было выплачено 8000 рублей.
Дата написания портрета вызывает вопросы. В воспоминаниях английского врача О. Гранвилла, посетившего в декабре 1827 года Военную галерею, имеется следующее замечание: «Великий князь Константин и три фельдмаршала русской армии, Кутузов, Барклай де Толли и герцог Веллингтон, представлены во весь рост и занимают заметное место в галерее». Однако и все остальные ростовые портреты датируются также 1829 годом (за исключением портрета Константина Павловича, который написан был ещё позже) и официально были переданы в Эрмитаж Райтом в 1833 году. А. А. Подмазо объясняет эту неувязку тем, что эти портреты были временно выставлены в Военной галерее к её открытию в незаконченном виде и впоследствии были возвращены художнику для доработки. Возможно также, что сам Гранвилл напутал и видел их лишь в мастерской Доу.
В. М. Глинка следующим образом описывал портрет Кутузова:

Доу удалось создать величественный, приподнятый образ полководца. Окинув взором галерею, прежде всего подойдёшь к портрету Кутузова. Он и здесь как бы возглавляет русских военачальников, отразивших со своими полками нашествие врагов в 1812 году.

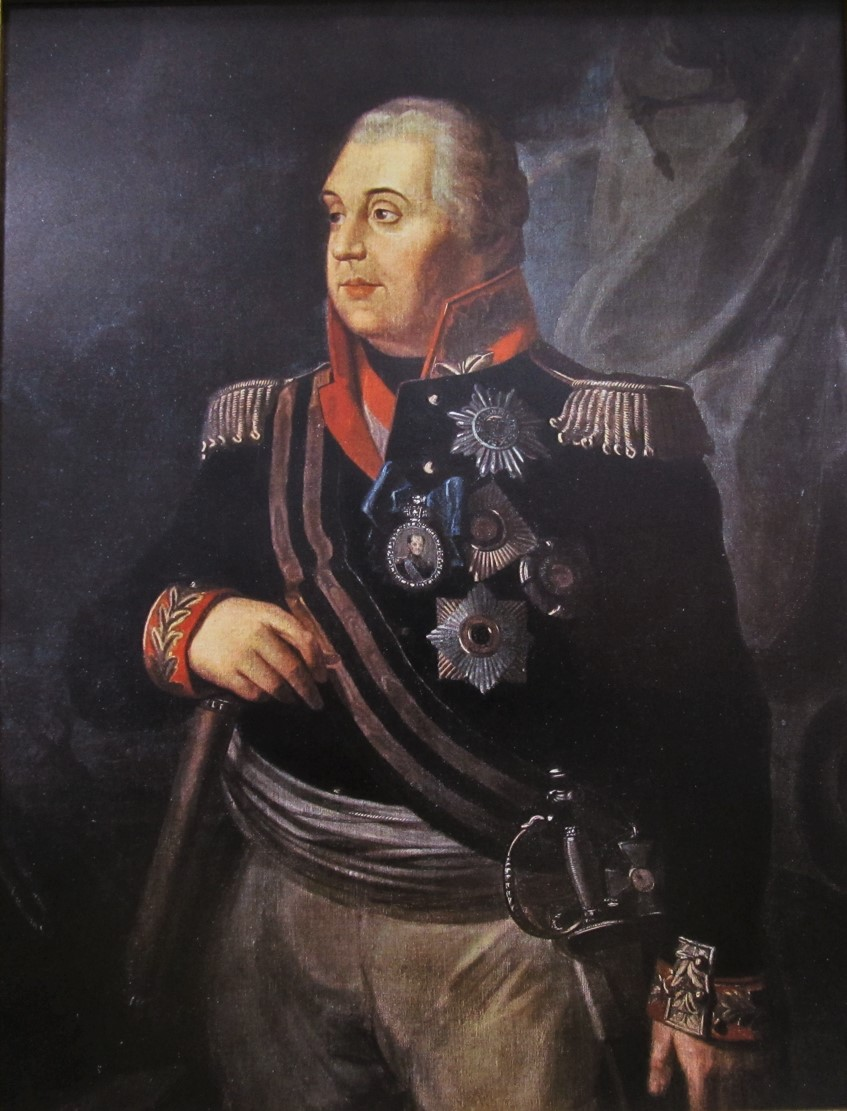
Портрет работы Р. М. Волкова. 1813 год. Бородинская панорама
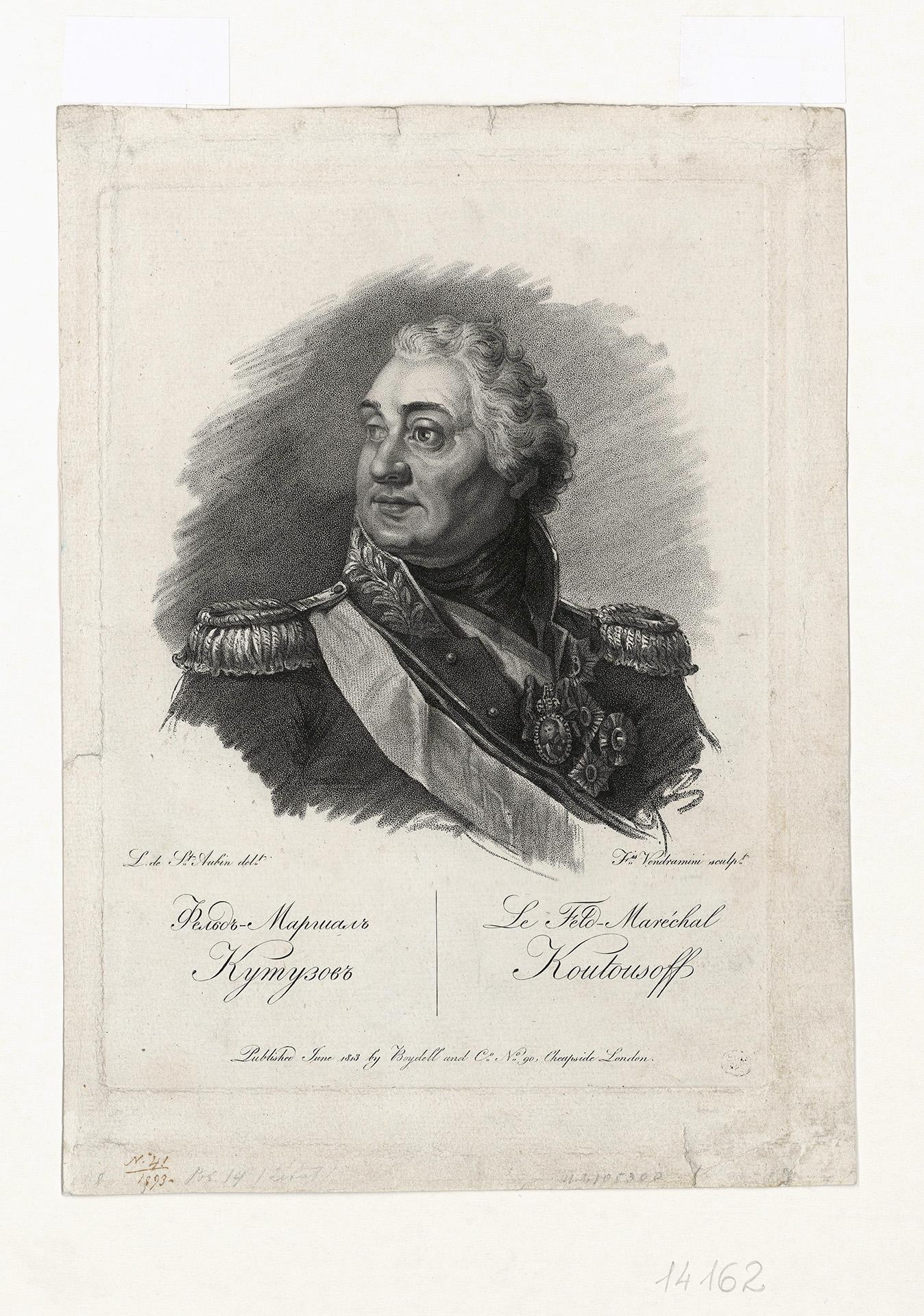
Гравюра Ф. Вендрамини  по рисунку Л. де Сент-Обена. 1813 год. Эрмитаж

Поскольку Кутузов скончался в 1813 году, то Доу использовал в работе портрет-прототип. Хранитель британской живописи в Эрмитаже Е. П. Ренне высказала несколько предположений о возможном прототипе.
В качестве основной версии Ренне считает, что Доу воспользовался последним прижизненным портретом М. И. Кутузова, написанным Р. М. Волковым в 1813 году. Композиционно он очень близок к работе Доу: тот же поворот фигуры, абсолютно идентичный набор орденов и их размещение, однако существенно другое положение рук — одной рукой Кутузов держит фельдмаршальский жезл, другой придерживает на боку шпагу, вместо Андреевской чрезплечной ленты изображена Георгиевская. Этот портрет находится в собрании музея-панорамы «Бородинская битва» (холст, масло, 132,5 × 100 см, инвентарный № Ж-99). Этой же версии придерживается и А. А. Подмазо.
Также Ренне допускает возможность того, что была использована гравюра Ф. Вендрамини по рисунку Л. де Сент-Обена, опубликованная в 1813 году. Один из отдельных оттисков этой гравюры имеется в собрании Эрмитажа (бумага, офорт, пунктир, 30 × 22 см, инвентарный № ЭРГ-14162). Впоследствии эта гравюра неоднократно копировалась и издавалась в разных вариациях.
Вскоре после написания галерейного портрета с него была снята гравюра Г. Доу, пользовавшаяся большой популярностью; один из её отпечатков также имеется в собрании Эрмитажа (бумага, меццо-тинто, 73,2 × 46 см, инвентарный № ЭРГ-11445)
Д. А. Ровинский в своём исследовании русской гравюры необоснованно смешивает типы гравюр Вендрамини, Волкова, Хопвуда, Доу и других, считая, что у них единое происхождение, и помещает их в один раздел «Тип Сент-Обена 1813».
В 1840-х годах по рисунку Гудлета и Моррисона с портрета была сделана печатная копия, опубликованная в книге «Император Александр I и его сподвижники» и впоследствии неоднократно репродуцированная. А. А. Подмазо указывает что это литография, Д. А. Ровинский отмечает, что это не литография, а гравюра на стали. Отдельный оттиск этой гравюры имеется в собрании Бородинского музея-заповедника, там также считают, что это гравюра (бумага, гравюра резцом и пунктиром, 37,0 × 29 см, инвентарный № Г-3013).